# Beaumes-de-Venise
 Beaumes-de-Venise  (en occitano Baumas de Venisa) es una población y comuna francesa, en la región de Provenza-Alpes-Costa Azul, departamento de Vaucluse, en el distrito de Carpentras. Es la cabecera del cantón de su nombre.
Está integrada en la Communauté d'agglomération du Grand Avignon.

## Demografía
| 1386 | 1484 | 1631 | 1721 | 1784 | 2051 |
| Para los censos de 1962 a 1999 la población legal corresponde a la población sin duplicidades (Fuente: INSEE [Consultar]) |      |      |      |      |      |